# Watkinsville
Watkinsville är administrativ huvudort i Oconee County i Georgia. Enligt 2020 års folkräkning hade Watkinsville 2 896 invånare.

## Kända personer från Watkinsville
- Robert F. Ligon, politiker